# Пелицари (Алесандрија)
Пелицари је насеље у Италији у округу Алесандрија, региону Пијемонт.
Према процени из 2011. у насељу је живело 361 становника. Насеље се налази на надморској висини од 127 м.